# جوسه آنتونیو سانچز د لونا
 جوسه آنتونیو سانچز د لونا (انگلیسی: José Antonio Sánchez de Luna؛ زاده ۱۸ اکتبر ۱۹۸۴) یک تنیس‌باز اهل اسپانیا است.